# 46. BAFTA-gála
Az 46. BAFTA-gálát 1993. április 21-én tartották, melynek keretében a Brit film- és televíziós akadémia az 1992. év legjobb filmjeit és alkotóit díjazta.

## Díjazottak és jelöltek
(a díjazottak félkövérrel vannak jelölve)

### Legjobb film
Szellem a házban
- Nincs bocsánat
- Síró játék
- A játékos
- Kötelező táncok

### Alexander Korda-díj az év kiemelkedő brit filmjének
Síró játék

### Legjobb nem angol nyelvű film
A vörös lámpások (Da hong deng long gao gao gua) • Kína
- A Pont-Neuf szerelmesei (Les Amants du Pont-Neuf) • Franciaország
- Delicatessen • Franciaország
- Európa, Európa (Europa Europa) • Franciaország/Németország/Lengyelország

### David Lean-díj a legjobb rendezésért
Robert Altman - A játékos
- Clint Eastwood - Nincs bocsánat
- James Ivory - Szellem a házban
- Neil Jordan - Síró játék

### Legjobb férfi főszereplő
Robert Downey Jr. - Chaplin
- Stephen Rea - Síró játék
- Tim Robbins - A játékos
- Daniel Day-Lewis - Az utolsó mohikán

### Legjobb női főszereplő
Emma Thompson - Szellem a házban
- Jessica Tandy - Sült, zöld paradicsom
- Judy Davis - Férjek és feleségek
- Tara Morice - Kötelező táncok

### Legjobb férfi mellékszereplő
Gene Hackman − Nincs bocsánat
- Jaye Davidson − Síró játék
- Tommy Lee Jones − JFK – A nyitott dosszié
- Samuel West − Szellem a házban

### Legjobb női mellékszereplő
Miranda Richardson − Végzet
- Miranda Richardson − Síró játék
- Kathy Bates − Sült, zöld paradicsom
- Helena Bonham Carter − Szellem a házban

### Legjobb adaptált forgatókönyv
A játékos − Michael Tolkin
- JFK – A nyitott dosszié − Oliver Stone
- Szellem a házban − Ruth Prawer Jhabvala
- Kötelező táncok − Baz Luhrmann

### Legjobb eredeti forgatókönyv
Férjek és feleségek − Woody Allen
- Az én dalom − Peter Chelsom
- Nincs bocsánat − David Webb Peoples
- Síró játék − Neil Jordan

### Legjobb operatőri munka
Az utolsó mohikán
- Kötelező táncok
- Cape Fear - A Rettegés foka
- Szellem a házban

### Legjobb jelmez
Kötelező táncok
- Chaplin
- Az utolsó mohikán
- Szellem a házban

### Legjobb vágás
JFK – A nyitott dosszié
- Kötelező táncok
- A játékos
- Szellem a házban
- Cape Fear - A Rettegés foka

### Legjobb smink
Az utolsó mohikán
- Szellem a házban
- Chaplin
- Batman visszatér

### Anthony Asquith-díj a legjobb filmzenének
Kötelező táncok - David Hirschfelder
- Az utolsó mohikán - Trevor Jones
- Az én dalom - John Altman
- A Szépség és a Szörnyeteg - Alan Menken

### Legjobb díszlet
Kötelező táncok
- Chaplin
- Az utolsó mohikán
- Szellem a házban

### Legjobb hang
JFK – A nyitott dosszié
- Kötelező táncok
- Az utolsó mohikán
- Nincs bocsánat

### Legjobb vizuális effektek
Jól áll neki a halál
- A végső megoldás: Halál
- Batman visszatér
- A Szépség és a Szörnyeteg